# Leon (Kansas)
Leon é uma cidade localizada no estado americano de Kansas, no Condado de Butler.

## Demografia
Segundo o censo americano de 2000, a sua população era de 645 habitantes.
Em 2006, foi estimada uma população de 650, um aumento de 5 (0.8%).

## Geografia
De acordo com o United States Census Bureau tem uma área de
1,5 km², dos quais 1,5 km² cobertos por terra e 0,0 km² cobertos por água. Leon localiza-se a aproximadamente 412 m acima do nível do mar.

## Localidades na vizinhança
O diagrama seguinte representa as localidades num raio de 28 km ao redor de Leon.